# Ишемгулов, Амир Минниахметович
Амир Минниахметович Ишемгулов (22 мая 1960, Башкирия — 29 октября 2020, там же) — российский биолог, специалист по пчеловодству. Доктор биологических наук (2005), профессор (2006).
Генеральный директор Башкирского научно-исследовательского центра по пчеловодству и апитерапии, инициатор его создания в 1998 году и бессменный руководитель.
Депутат Госсобрания — Курултая Республики Башкортостан (с 2013).
С 2015 года возглавлял Всемирный курултай башкир. Заслуженный деятель науки Российской Федерации (2008), Заслуженный работник сельского хозяйства Республики Башкортостан (2003).
«Известный в республике учёный, Амир Ишемгулов многое делает для продвижения на рынках России и зарубежья бренда „Башкирский мёд“», - отмечалось на сайте Курултая Республики Башкортостан.

## Биография
Родился в дер. Алимгулово Юмагузинского (ныне Кугарчинского) района Башкирской АССР в семье сельских педагогов-учителей, по национальности — башкир. Сестра его деда по материнской линии — известный народный писатель Башкортостана З. А. Биишева, также принимала значительное участие в его воспитании. Ещё со школьных лет стал комсомольским активистом.
Окончил с отличием Башкирский сельскохозяйственный институт (1984), где учился с 1979 года, по специальности зоотехния; был удостоен почетного права сфотографироваться у знамени института.
Трудовую деятельность начал в 1978 году разнорабочим колхоза в родном районе.
После окончания вуза работал старшим зоотехником ОПХ «Уфимское» Башкирского научно-исследовательского проектно-технологического института животноводства и кормопроизводства (БНИПТИЖиК). В 1985—1988 годах обучался в очной аспирантуре Всесоюзного НИИ животноводства. Защитил кандидатскую диссертацию «Влияние кровности по голштинской породе на состав и свойства молока коров черно-пестрой породы в условиях промышленной технологии».
С 1988 года научный и старший научный сотрудник БНИПТИЖиК.
В 1992—1995 годах директор научно-производственного предприятия «Элита» крупного фермерского хозяйства.
В 1996 году возглавил лабораторию по пчеловодству БНИПТИЖиК.
С 1998 года директор, с 2003 года генеральный директор Башкирского научно-исследовательского центра по пчеловодству и апитерапии, инициатор создания которого. В 2005 году защитил докторскую диссертацию «Научное обоснование рационального использования биологических ресурсов Южного Урала для производства и переработки продукции пчеловодства». С 2006 года профессор. Являлся профессором кафедры разведения животных и пчеловодства альма-матер — Башкирского госагроуниверситета, где состоит членом двух диссертационных советов.
Под его руководством защищены более 15 кандидатских диссертаций.
В 2013 году избран депутатом Государственного Собрания — Курултая Республики Башкортостан (по Толбазинскому одномандатному избирательному округу № 29), член парламентского Комитета по аграрным вопросам, экологии и природопользованию, член экспертного совета при этом комитете. Член Всероссийской партии «Единая Россия».
На состоявшемся в 2015 году в Уфе IV Всемирном курултае башкир был избран Председателем Исполкома курултая башкир.
Член Петровской академии наук и искусств.
В 2012 году кандидатура А. М. Ишемгулова выдвигалась на вакансию члена-корреспондента Академии наук Республики Башкортостан.
Являлся заместителем председателя Координационного совета по пчеловодству при Правительстве РБ, а ныне входит в его состав. Являлся членом экспертного совета по зоотехническим и ветеринарным наукам ВАК Министерства образования и науки Российской Федерации. Являлся главным редактором журнала «Пчеловодство и апитерапия».
Женат, есть дочь.
Научная деятельность А. М. Ишемгулова посвящена проблемам создания высокопродуктивного молочного стада, селекции и технологии содержания башкирской популяции пчёл, развития апитерапии.

## Награды
Кавалер ордена Салавата Юлаева (2010). Награждался Почётной грамотой Министерства сельского хозяйства России и именными часами от министра сельского хозяйства Российской Федерации А. В. Гордеева (2007), трижды лауреат Всероссийского выставочного центра, награждался его тремя золотыми медалями (2001—2002) и медалью «За успехи в научно-техническом творчестве» (2010), а также почетными грамотами райкома и обкома комсомола, ЦК ВЛКСМ. По итогам 2007—2008 учебного года в БГАУ занял первое место в номинации «Лучший ученый года».

## Научные работы
Автор более 200 научных трудов, монографий и книг, соавтор 21 изобретения РФ.
- Комплексное использование пчелиных семей (рекомендации) / А. М. Ишемгулов, М. Г. Гиниятуллин, И. И. Буранбаев и др. — Уфа, 2004. — 48 с.
- Технология производства пищевых продуктов и косметических изделий на основе продукции пчеловодства: (Рекомендации) / А. М. Ишемгулов и др. — Уфа, 2004. — 44 c.
- Рациональное использование биологических ресурсов Башкортостана для развития пчеловодства / А. М. Ишемгулов ; Башк. науч.-исслед. центр по пчеловодству и апитерапии. — Рыбное : НИИ пчеловодства, 2005. — 269 с. — отмечена золотой медалью Всероссийской агропромышленной выставки «Золотая осень» 2006 года[13]
- Н. И. Кривцов, А. П. Савин, А. М. Ишемгулов. Справочник медоносных растений центральных регионов России и Южного Урала (Рыбное: ГНУ НИИП Россельхозакадемии, 2005. — 176 с.). — отмечен золотой медалью Всероссийской агропромышленной выставки «Золотая осень» 2006 года[13]
- А. М. Ишемгулов, А. Н. Бурмистров. «Медоносные ресурсы Башкортостана» (Уфа: Информреклама, 2008. — 259 с.).
- Ишемгулов, А. М. Пыльценосные растения Башкортостана. — Уфа. — Информреклама. — 2012.

Я внук знаменитой башкирской писательницы Зайнаб Биишевой. Всю свою жизнь она посвятила башкирскому народу. Теперь пришло наше поколение. Я готов не только свою энергию, но и жизнь отдать во благо своего народа. В наше сложное время мы должны сохранить свою нацию.